# Boldog
Boldog (maďarsky Pozsonyboldogfa) je obec na Slovensku v okrese Senec. Žije zde 529 obyvatel. První písemná zmínka o obci pochází z roku 1245. Do roku 1960 se obec slovensky nazývala Matka Božia.
V obci se nachází románský římskokatolický kostel Nanebevzetí Panny Marie, který byl postaven někdy kolem roku 1220 na základech starší stavby.